# César Augusto de la Fuente Álvarez
César Augusto de la Fuente Álvarez (Lima, Perú, 3 de junio de 1877 - Lima, 13 de julio de 1962) militar y político peruano. Fue ministro de Guerra y Marina (1917 -1918), ministro de Relaciones Exteriores (1936 - 1937) y nuevamente ministro de Guerra (1941 - 1944).

## Biografía
Realizó estudios primarios y secundarios en el Colegio Barros.
Empezó su carrera militar a temprana edad, como soldado en el Batallón Callao N.º 5. Cursó estudios profesionales en la recién inaugurada Escuela Militar, antecedente de la Escuela Militar de Chorrillos (1890-1895), de donde egresó como subteniente de infantería. Siguió un ciclo para oficiales, alcanzado el primer puesto en los exámenes, por lo que fue ascendido a teniente en 1899.
Se casó con Renée Locker, con quien tuvo tres hijos: Max, César, Graciela y Mercedes de la Fuente Locker.
Ya como capitán, en 1904 se hizo cargo de la enseñanza de Fortificación y Efectos del Fuego. Ascendido a sargento mayor en 1908, pasó a la Escuela Superior de Guerra, para luego viajar a Europa en 1909, en una misión de perfeccionamiento. En Francia fue adscrito al ejército local, y en Alemania verificó el fusil mauser adquirido por el gobierno peruano.
De regreso al Perú, fue nombrado comandante del Regimiento de infantería N.º 3. Ascendió a teniente coronel en 1912 y a coronel en 1916.  Asimismo, impartió el curso de Infantería en la Escuela Militar, de la que fue también subdirector y director en 1915. También dirigió la Escuela Superior de Guerra.
Durante el segundo gobierno de José Pardo y Barreda fue ministro de Guerra y Marina el 27 de julio de 1917, pero debió renunciar el 26 de junio de 1918 ante la protesta masiva que desató la salvaje golpiza propinada por un grupo de jóvenes oficiales al entonces joven y enclenque periodista José Carlos Mariátegui, quien había escrito en su periódico Nuestra Época una serie de artículos donde aparentemente denigraba a las instituciones castrenses.
Fue luego comandante general de la tercera división (1918); agregado militar en Bélgica, Francia y Estados Unidos; jefe de la Intendencia de Guerra (1925-1926); general de brigada (1926); director de la Escuela Militar (por segunda vez, 1926-1928); ministro de Relaciones Exteriores (1936-1937); embajador especial enviado a Japón al frente de una misión económica y cultural; presidente del Consejo de Oficiales Generales; y ministro de Guerra (1941-1944). 

## Condecoraciones
- Gran cruz de la Orden del Sol, Perú.
- Orden del Águila Azteca, México.
- Orden de Boyacá, Colombia.
- Orden del Libertador, Venezuela.
- Orden Cruzeiro do Sul, Brasil.
- Orden al Mérito, Chile.
- Orden del Sagrado Tesoro, Japón.
- Caballero de la Orden de la Corona de Italia, Italia.
- Orden de Jade, China.
- Gran oficial de la Orden del Cóndor, Bolivia.
- Comendador de la Legión de Honor, Francia.
- Orden de Leopoldo, Bélgica.
- Comandante de la Legión al Mérito, Estados Unidos.
- Medalla de Oro de la Escuela Militar, Perú.
- Medalla del Centenario de 1821.
- Medalla del Centenario de la Batalla de Ayacucho.

| Predecesor: Benjamín Puente            | Ministro de Guerra y Marina del Perú 27 de julio de 1917 a 26 de junio de 1918           | Sucesor: Andrés Cateriano           |
| Predecesor: Alberto Ulloa Sotomayor    | Ministro de Relaciones Exteriores del Perú 23 de octubre de 1936 a 29 de octubre de 1937 | Sucesor: Carlos Concha Cárdenas     |
| Predecesor: Teófilo Iglesias Rodríguez | Ministro de Guerra del Perú 1941 - 1944                                                  | Sucesor: Antonio Silva Santiesteban |